# Michael Murphy
Michael Murphy, född 5 maj 1938 i Los Angeles, Kalifornien, är en amerikansk skådespelare, regissör och filmproducent. Han har bland annat medverkat i filmerna The 269 Victims (1989), Private Parts (1996) och Hunt for Justice (2005). Hans första filmroller var Mayday, Childstar och Der Ruf (1949).
Han har regisserat filmen Make it Funky (2005) och varit med i produktionen för filmerna A Case for Murder (1993) och Gänget tänder (1978).

## Filmografi
- Mayday
- Childstar
- Der Ruf (1949)
- Double Trouble (1967)
- Vad hände den natten (1968)
- M.A.S.H.  (1970)
- Fågel, mördare eller mittemellan (1970)
- Vampyrernas blodiga borg (1970)
- McCabe & Mrs. Miller (1971)
- The Crooked Hearts (1972)
- Go’dag yxskaft? (1972)
- Tjuven som kom på middag (1973)
- Miss Jane Pittmans självbiografi (1974)
- Vi ses igen (1974)
- Du tror inte dina ögon (1974)
- Nashville (1975)
- Aldrig i livet (1976)
- Den stora bankbluffen (1977)
- Den vilda klassen (1978)
- En fri kvinna (1978)
- Manhattan (1979)
- Brännpunkt Djakarta (1982)
- Two Marriges (1982)
- Spionspelet (1984)
- Salvador (1986)
- Mesmerized (1986)
- The Caine Muntiny Court-Marital (1988)
- Shocker (1989)
- The 269 Victims (1989)
- Batman - Återkomsten (1992)
- Min galna farsa (1992)
- Dead Ahead: The Exxon Valdez Disaster (1992)
- Black Out (1994)
- Private Parts (1996)
- Kansas City (1996)
- Den sista lögnen (1996)
- Breaking the Surface: The Greg Louganis Story (1996)
- En kvinnas val (1997)
- Norma Jean, Jack, and me (2000)
- The Day Reagan Was Shot (2001)
- Footsteps (2003)
- Silver City (2004)
- Hunt for Justice (2005)
- Heights (2005)
- Det susar i säven (2006)
- X-Men: The Last Stand (2006)
- Away from Her (2006)
- White House Down (2013)